# Brian Deane
Brian Christopher Deane (Leeds, 7 februari 1968) is een voormalig Engels profvoetballer, die speelde als aanvaller. Hij beëindigde zijn actieve loopbaan in 2006 bij Sheffield United. Daarna stapte hij het trainersvak in. Vanaf 1 januari 2013 was hij twee jaar trainer-coach van de Noorse club Sarpsborg 08 FF, waar hij Roar Johansen opvolgde.

## Interlandcarrière
Deane speelde drie interlands voor het Engels voetbalelftal. Onder leiding van bondscoach Graham Taylor maakte hij zijn debuut voor de nationale ploeg op 3 juni 1991 in de vriendschappelijke uitwedstrijd tegen Nieuw-Zeeland (0-1), net als Earl Barrett (Oldham Athletic) en Mark Walters (Glasgow Rangers). Hij viel in dat duel na 45 minuten in voor David Batty.

## Trivia
Deane was in 1992 de maker van het allereerste doelpunt ooit in de FA Premier League, in een duel tussen Sheffield United en Manchester United.